# Hymeniacidon simplex
Hymeniacidon simplex är en svampdjursart som först beskrevs av James Scott Bowerbank 1866.  Hymeniacidon simplex ingår i släktet Hymeniacidon och familjen Halichondriidae. Inga underarter finns listade i Catalogue of Life.